# جان شریدن (بازیکن فوتبال)
جان شریدن (انگلیسی: John Sheridan؛ زادهٔ ۱ اکتبر ۱۹۶۴) یک بازیکن فوتبال اهل ایرلند است.